# Pomnik Nieznanego Żołnierza (Serbia)

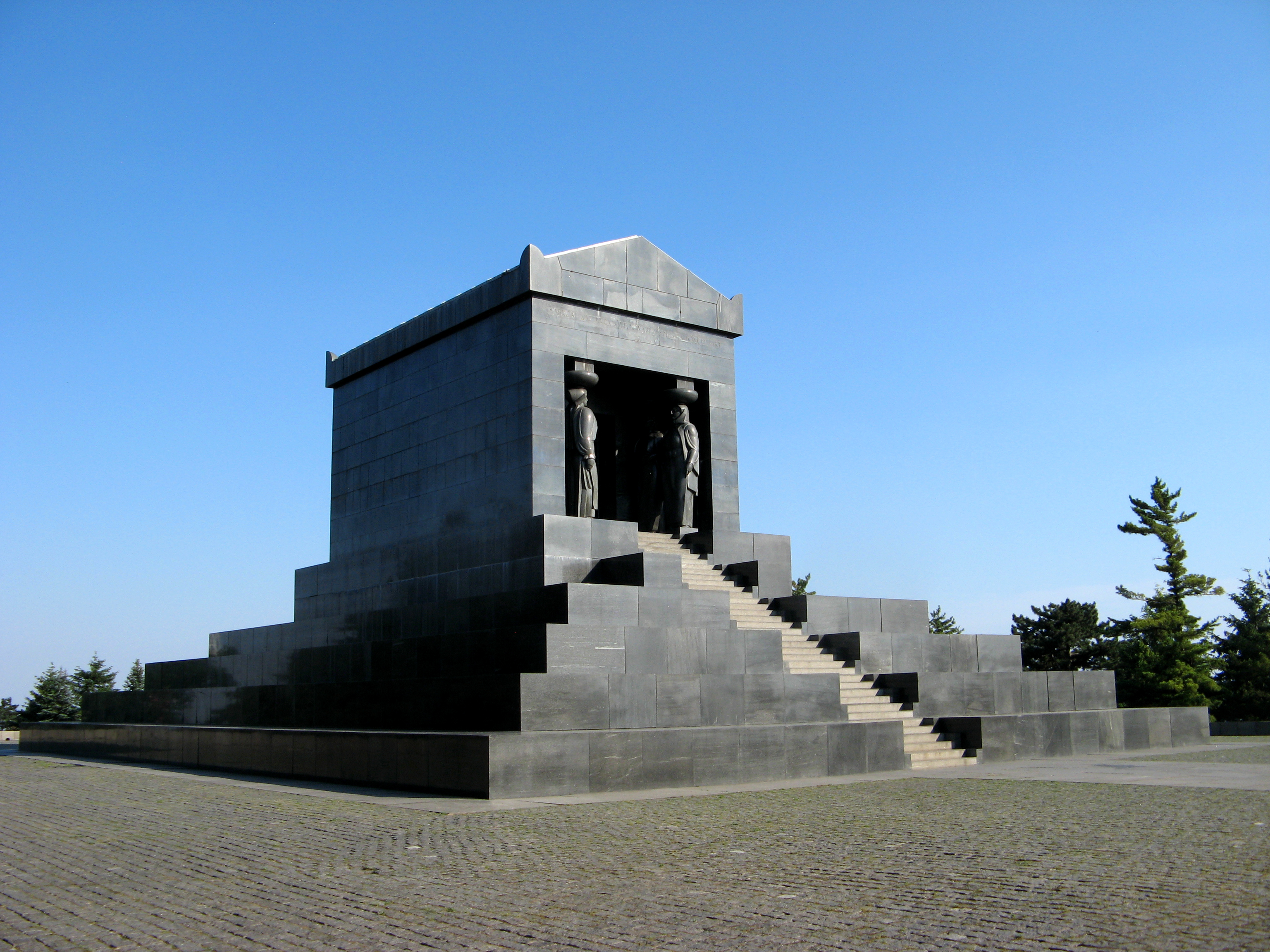
Widok z boku

Pomnik Nieznanego Żołnierza (serb. Споменик Незнаном јунаку) – pomnik w Serbii, położony na górze Avala w okolicach Belgradu. Został zaprojektowany przez chorwackiego architekta Ivana Meštrovicia.
Inicjatorem budowy grobu był pierwszy król Jugosławii, Aleksander I Karadziordziewić, który chciał uczcić pamięć żołnierzy poległych podczas I wojny światowej, a także ofiar wojen bałkańskich. Monument jest poświęcony żołnierzom wszystkich narodowości wchodzącym w skład Jugosławii.
Budowa rozpoczęła się w 1934 roku. W 1938 roku oficjalnie ukończono całość wraz z grobem przeznaczonym dla nieznanych żołnierzy. Obiekt został stworzony w stylu neoklasycznym, a także ozdobiony dwiema figurami przedstawiającymi piechurów serbskich.